# Новодністровська міська територіальна громада
Новодністровська міська громада — територіальна громада в Україні, у Дністровському районі Чернівецької області. Адміністративний центр — місто Новодністровськ.
Площа громади — 48,88 км², населення — 12 739 мешканців (2018).
Утворена 27 вересня 2018 року шляхом приєднання Ломачинецької сільської ради Сокирянського району до Новодністровської міської ради обласного значення.
Відповідно до Закону України «Про внесення змін до Закону України „Про добровільне об'єднання територіальних громад“ щодо добровільного приєднання територіальних громад сіл, селищ до територіальних громад міст республіканського Автономної Республіки Крим, обласного значення» громади, утворені внаслідок приєднання суміжних громад до міст обласного значення, визнаються спроможними і не потребують проведення виборів.

## Населені пункти
До складу громади входить місто Новодністровськ.